# Sergei Nikolajewitsch Dawidenkow
Sergei Nikolajewitsch Dawidenkow (russisch Сергей Николаевич Давыденков, wiss. Transliteration Sergej Nikolajevič Davidenkov; * 25. Augustjul. / 6. September 1880greg. in Riga, Gouvernement Livland, Russisches Kaiserreich; † 2. Juli 1961 in Leningrad (jetzt Sankt Petersburg), UdSSR)
war ein russischer und sowjetischer Neurogenetiker, Begründer der Neurogenetik als Wissenschaft. Er lieferte bedeutende Arbeiten auf den Gebieten Klassifizierung der Erberkrankung des Nervensystems und  ärztlich-genetische Beratung.  Er erhielt den Leninorden, den Orden des Roten Sterns und die Medaille „Sieg über Deutschland“.

## Leben
Sergei Dawidenkow wurde am 6. September 1880 in Riga in einer Lehrerfamilie geboren. 1904 beendete er sein Studium an der Moskauern Universität (jetzt Lomonossow-Universität). Er arbeitete bei den Fachkrankenhauses für Psychiatrie in dem Gouvernement Moskau und Gouvernement Charkow. Dann unterrichtete er in verschiedenen Bildungseinrichtungen in Charkiw, Baku und  Moskau. 1912 wurde er zum Professor des Instituts der Geisteskrankheit an der Charkiwen femininen medizinischen Hochschule gewählt. Während der Zeit des Russischen Bürgerkrieges hatte er  eine umfassende Studie über die Erbkrankheiten treiben. Seit 1925 leitete er das Institut der Krankheiten des Nervensystems an der Universität Baku. Kurze Zeit später wurde er Rektor dieser Universität. Dawidenkow übersiedelte 1932 nach Leningrad, wo er an der Leningrader Medizinakademie für Aufbaustudien unterrichtete. 1935 wurde er zum Professor gewählt.
Im Zweiten Weltkrieg wurde er in den Rang eines Oberstarztes erhoben. Dawidenkow arbeitete als Konsiliararzt bei den Kriegslazaretten. Dann wurde er Chef-Nervenarzt an der Leningrader Front. In der eingekesselten Leningrad schrieb er einem Buch Evolutionär-genetische Probleme in der Neuropathologie.
Bis ans Ende des Lebens war er Leiter des Instituts für Nervenkrankheiten. Im Juli 1961 wurde Dawidenkow auf dem Leningrader Bogoslowskoje-Friedhof begraben.